# Marco Fabián
Marco Jhonfai Fabián de la Mora (født 21. juli 1989 i Guadalajara, Mexico), er en mexicansk fodboldspiller (midtbane). Han spiller i Tyskland for Eintracht Frankfurt.

## Klubkarriere
I de første mange år af sin karriere repræsenterede Fabián C.D. Guadalajara i sin fødeby. Han nåede at spille mere end 150 Liga MX-kampe for klubben, og havde også et lejeophold i Mexico City-klubben Cruz Azul. I januar 2016 blev han solgt til den tyske Bundesliga-klub Eintracht Frankfurt.

## Landshold
Fabián står (pr. juni 2018) noteret for 37 kampe og ni mål for Mexicos landshold, som han debuterede for 4. juli 2011 i et Copa América-opgør mod Chile. Han deltog ved både VM 2014 i Rusland og VM 2018 i Rusland.